# A Földgömb
A Földgömb a Magyar Földrajzi Társaság hivatalos kiadványa, tudományos és ismeretterjesztő magazin, mely havonta jelentik meg. Az első számot 1929-ben adták ki. A magazin mottója: „Ésszel járom be a Földet!” – mely a Magyar Földrajzi Társaság első alelnöke, Vámbéry Ármin által megfogalmazott gondolat.

## Áttekintés
A magazin havonta jelenik meg, ismeretterjesztő írásokat tartalmaz felfedezőutakról, Földünk vidékeiről és az ott élő népekről, természeti problémákról. Minden lapszámban megtalálható legalább egy magyarországi, egy európai, illetve egy tengerentúli területtel foglalkozó írás.

## Története

### Az alapítás
A 20. század elején a Magyar Földrajzi Társaság tagjaiban megfogalmazódott egy a földrajztudományt népszerűsítő folyóirat alapításának gondolata. Az első lapszámot Milleker Rezső saját erőforrásaiból jelentette meg 1929 őszén Debrecenben. A havonta megjelenő folyóirat egyre népszerűbb lett, olvasóinak száma igen gyorsan gyarapodott. 1934-ben Milleker Rezső a Magyar Földrajzi Társaságnak adományozta a megjelentetés jogait és feladatát. Így az újabb számok már Budapesten készültek, szerkesztői Baktay Ervin és Kéz Andor voltak. A második világháború lezárását követően hosszú ideig nem jelent meg új lapszám és a későbbi beindítás meghiúsult.

### Az újjászületés
A Földgömb újbóli megjelenése és újraalapítása Dr. Nemerkényi Antalnak, a Magyar Földrajzi Társaság 1993-ban megválasztott főtitkának az ötlete volt. 1999-ben alakult meg a lap újbóli kiadója, a Földgömb ’99 Kft. Jelentős mennyiségű cikk és képanyag gyűlt össze a hosszú idő alatt, így az újból kiadott folyóirat számai tartalmasak és jó minőségűek voltak, ezért hamar népszerű lett. Nemerkényi Antal szinte egymaga szerkesztette a lapot, ám a sokrétű kiadói teendőkkel egy idő után külső céget kellett megbízni. 2005-ben Nemerkényi Antal elhunyt, ezután a lapnak nem volt igazán gazdája. A Magyar Földrajzi Társaság végül Dr. Vojnits Andrást bízta meg a főszerkesztői feladatokkal.
2006 nyarán végül a Magyar Földrajzi Társaság a magazin kiadásával a Heiling Média Kft.-t bízta meg. A lap főszerkesztői feladatait Dr. Nagy Balázs látja el. Megújult a lap szerkesztősége, a tartalma és az arculata is felfrissült.

## Elismerések
Szakmai elismerés jeléül 2008-ban Gárdi Balázs, a Földgömb munkatársa Joseph Pulitzer-emlékdíjat kapott „Képi megjelenítés” kategóriában a lapban megjelent „Arccal hátrafelé - Célkeresztben Afganisztán” (2007/2) és „Betondzsungel Békásmegyeren” (2007/4) című képriportjaiért.
„Nagy örömmel tölt el, hogy a Földgömb magazinban, Magyarországon példátlanul bátran és egyedülállóan úgy adnak teret a képeknek, hogy azok a megfelelő méretben, terjedelemben és környezetben, történeteket tudjanak elmesélni.”

## A Földgömb az Expedíciós Kutatásért Alapítvány
A Földgömb szerzői – akik maguk is kutatók, expedíció szervezők – 2009-ben hozták létre a Földgömb az Expedíciós Kutatásért Alapítványt. Alapítvány célja a kutatók támogatása, expedíciós kutatások elősegítése. Rendezvényeket, kiállításokat szerveznek, melynek célja az érdeklődés felkeltése a természettudományos kutatómunka iránt. Alapítvány által szervezett legismertebb esemény a Felfedezők Napja.
Az alapítvány maga is szervez kutatóexpedíciókat, ezek közül a legjelentősebb a 2012-ben indult Atacama Klímamonitoring Expedíció-sorozat volt. Ennek eredményeként klímavizsgálatot végeztek el a Föld legmagasabb vulkánján, a 6893 méter magas Ojos del Saladon.